# Yocavil, los pueblos olvidados
Yocavil, los pueblos olvidados es una película documental de Argentina filmada en colores dirigida por Eduardo Abel Sahar sobre su propio guion que se estrenó el 22 de marzo de 2001 en el cine Atlas de San Miguel de Tucumán.
El filme recibió en la XVI edición del Festival de Cine Latinoamericano de Trieste el premio de la Unión Latina.

## Sinopsis
Las artesanías, comidas, fiestas populares y demás aspectos de la cultura diaguita-calchaquí en el valle de Yocavil.

## Región donde fue rodado el documental
El valle de Yocavil o valle de Santa María es la parte sur de los valles Calchaquíes del Noroeste Argentino, entre las provincias de Tucumán y Catamarca. Se trata de una depresión tectónica de 100 km de largo atravesada por el río Santa María –anteriormente llamado Yocavil- entre la Sierra del Cajón o Quilmes al oeste, y las Cumbres Calchaquíes-Sierra del Aconquija al este, un entorno semiárido, con precipitaciones estivales, en el que la población se concentra en pueblos ubicados en un eje longitudinal a lo largo de la planicie aluvial del río Santa María. Es una zona rica en vestigios arqueológicos que en la época prehispánica tuvo una complejidad sociopolítica.

## Comentarios
La Gaceta de San Miguel de Tucumán dijo en su crónica del filme que “cuenta el modo de vida de la gente en una zona donde no existen las provincias, dijo el realizador”.